# Noblesse tongienne
La noblesse tongienne constitue une classe aristocratique, très restreinte et principalement héréditaire, au Royaume des Tonga, État polynésien. Elle a été forgée par une longue histoire de stratification sociale, puis par les spécificités de l'unification du royaume au dix-neuvième siècle, mais aussi par son adaptation à des titres de noblesse d'inspiration britannique.

## Histoire

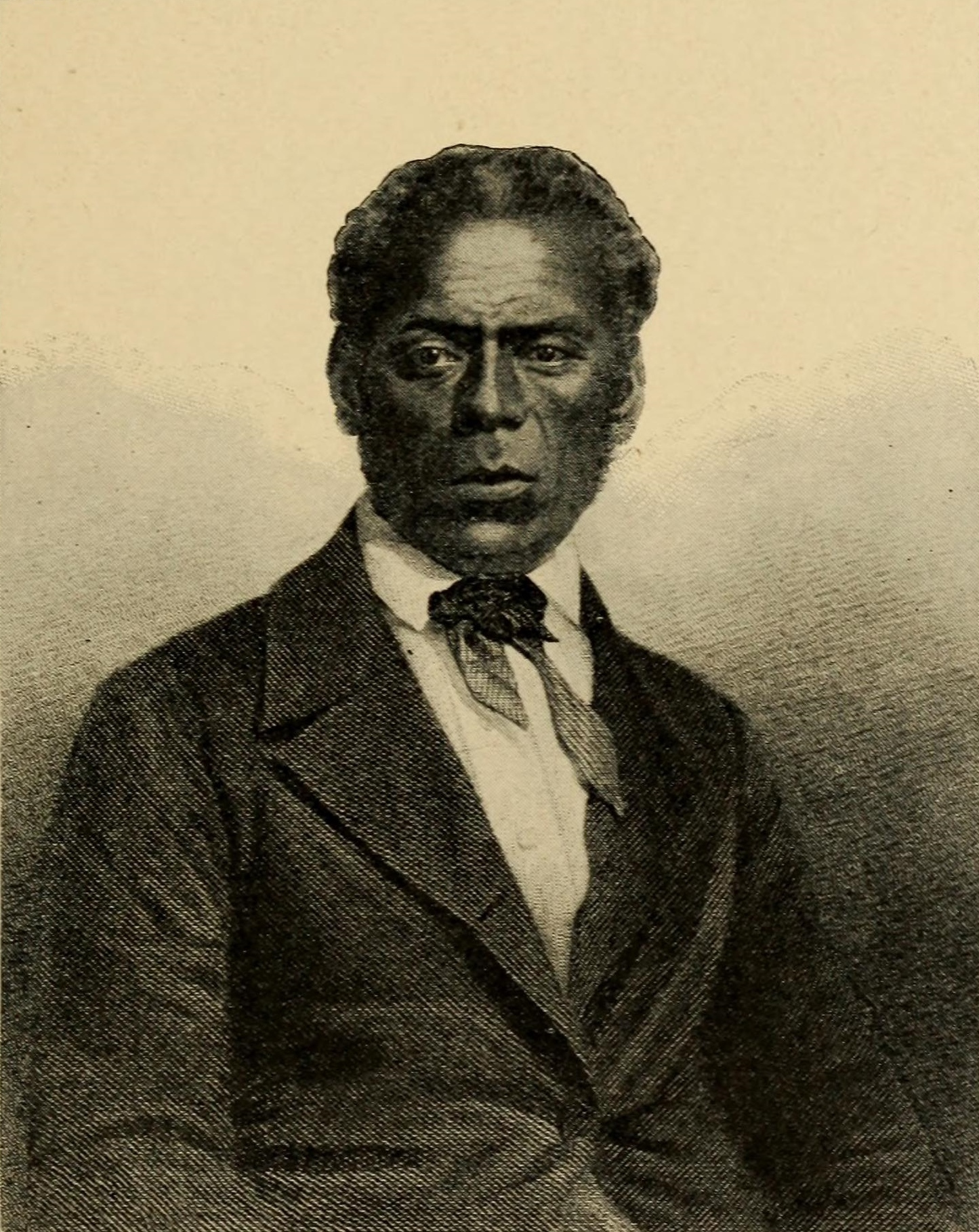
Le roi George Tupou Ier, fondateur de l'aristocratie tongienne moderne.

Les Tonga étaient gouvernées depuis des siècles par des chefs aux pouvoirs quasi-absolus. Des années 1830 au début des années 1850, l'archipel tongien fut unifié, par le biais d'alliances et de conquêtes, sous l'autorité du grand chef de Haʻapai, Taufaʻahau, converti au christianisme et ayant adopté le nom de George Tupou Ier. Ayant assis son autorité, il proclama un Édit d'Émancipation, abolissant ce qu'il qualifiait de 'servage' et réduisant grandement les pouvoirs des chefs à l'encontre de leurs sujets. À la fin des années 1860, il demanda au missionnaire australien Shirley Baker, devenu son conseiller privilégié, de préparer une constitution pour le nouveau royaume, dont il s'était proclamé le monarque. Avec l'aide de Sir Henry Parkes, le premier ministre de Nouvelle-Galles du Sud, Baker rédigea une ébauche de Constitution qu'il présenta au roi. Le roi approuva le texte, et le soumit à son Parlement, qui l'adopta le 4 novembre 1875. Les Tonga avaient désormais une Constitution - aujourd'hui la plus ancienne Constitution toujours en vigueur dans un pays d'Océanie.
La Constitution participa à la formalisation d'une noblesse tongienne. La noblesse consistait dès lors en vingt grands chefs nommés membres à vie de l'Assemblée nationale par le roi, et dotés d'un titre de noblesse héréditaire. Il y eut neuf nobles nommés parmi les chefs de Tongatapu, cinq parmi ceux de Haʻapai, quatre parmi ceux de Vavaʻu, un de Niuafoʻou et un de Niuatoputapu. Le roi ne pouvait démettre ces nobles de leur fonction législative, sauf en cas de trahison, ni nommer de nobles supplémentaires à l'Assemblée, sauf à la demande du peuple. Les vingt nobles siégeaient à l'Assemblée, aux côtés de vingt députés roturiers élus au suffrage universel masculin.
Les titres de noblesse étaient désormais héréditaires, selon un principe simple de primogéniture masculine. Ce principe constituait une modification conséquente des pratiques coutumières ; jusque lors, les titres des chefs étaient attribués par les chefs eux-mêmes lors du décès de l'un d'eux, à l'un des prétendants. Cette coutume ayant provoqué des conflits armés au cours des décennies précédentes, le roi espérait garantir la stabilité en lui substituant une pratique fondée sur une certitude rigide. Les titres de chefs qui n'étaient pas associés aux nouveaux titres de noblesse ne furent pas abolis, mais leur prestige et leur autorité étaient désormais moindres que ceux des nobles. Légalement, leur statut n'était plus distinct de celui des roturiers. En outre, les nouveaux titres de noblesse étaient associés à des titres fonciers. Toute terre dans le royaume était la propriété du roi, qui accordait des terres (tofiʻa) aux vingt nobles,.
Certains de ces vingt premiers nobles étaient sinoʻiʻeiki, chefs de très haut rang de par leur naissance, ayant des liens de famille proches avec la dynastie des Tuʻi Tonga, la première grande dynastie de chefs suprêmes des Tonga, remontant au dixième siècle. D'autres n'étaient pas les héritiers des plus grands titres de chefs, mais des chefs de plus bas rang commandant à une population de taille importante, dont le roi se devait de se concilier la bienveillance.
Au fil du temps, le nombre de titres de noblesse héréditaires fut accru, jusqu'à atteindre trente-trois aujourd'hui. (George Tupou Ier nomma dix nobles supplémentaires en 1880, George Tupou II en nomma deux autres, et Salote Tupou III un de plus). En réponse à cet accroissement, un amendement constitutionnel en 1914 stipula que la totalité des nobles ne pourraient plus siéger à l'Assemblée ; ils éliraient, parmi eux, sept nobles pour les représenter. Le nombre de députés élus par le peuple fut donc également réduit à sept. Aujourd'hui, les trente-trois nobles élisent neuf de leurs pairs pour les représenter à l'Assemblée, aux côtés de dix-sept représentants du peuple élus au suffrage universel,.
De par la Constitution, seuls des hommes peuvent hériter de titres de noblesse - bien qu'une femme puisse devenir reine. Auparavant, il était possible (quoique rare) qu'une femme puisse accéder à un titre de chef très influent ; le sociologue et politologue océanien Kerry James argue que « [l]a pratique de ne permettre qu’à des hommes d’hériter de titres de noblesse confirmait un biais masculin clairement inhérent aux pratiques tongiennes relatives aux chefs, mais elle reflétait davantage encore la nécessité perçue par Tupou Ier, influencé par son principal conseiller le missionnaire méthodiste Shirley Baker, de se conformer aux idées européennes de ce que doit être une monarchie constitutionnelle moderne ».
En juillet 2008, le roi George Tupou V introduisit la pratique inédite de créer des titres de noblesse non héréditaires, conférés à des roturiers, tongiens ou même étrangers, pour services rendus au pays. Le gouvernement estime que le monarque dispose de cette prérogative en vertu de l'article 44 de la Constitution, qui permet au roi de conférer des « titres honorifiques, ». Ces nouveaux nobles peuvent voter parmi les nobles lors des élections législatives et (depuis 2017) peuvent être élus députés représentant la noblesse. Aucune terre n'est associée à ces titres,,.

## Fonctions et prérogatives
Le territoire du royaume est divisé en terres attribuées aux nobles. Chaque homme tongien reçoit une parcelle de terre du noble sur les terres duquel il réside. En tant que grand chef d'un territoire (tofiʻa) regroupant plusieurs villages, chaque noble doit se soucier du bien-être des roturiers sous sa responsabilité. Il est de son devoir de répondre à leurs questions et à leurs attentes. Un noble préside des réunions mensuelles dans son tofiʻa, reçoit les rapports des activités des villages, avalise tout projet et gère la résolution de problèmes,,.
Le respect attendu du peuple à l'égard des nobles se manifeste notamment dans le langage, avec l'emploi de termes et de tournures spécifiquement employés par un roturier s'adressant à un noble.

## Titres de noblesse

### Héréditaires
Les trente-trois titres de la noblesse héréditaire sont les suivants. Leurs tenants sont appelés "Lord" (adoption du terme britannique), suivi de leur titre. Ainsi, Siale ʻAtaongo Kaho devint Lord Tuʻivakano lorsqu'il hérita ce titre de son père en 1986. Parmi ces titres, onze sont actuellement tenus par des membres de la famille royale. Trois titres sont vacants, et deux personnes sont détentrices de deux titres simultanément (Tupoutoʻa/ʻUlukalala, et Kalaniuvalu/Fotofili).
Lorsqu'un titre devient vacant, à la suite du décès d'un noble sans descendance légitime, le titre revient à la Couronne, qui le réattribue, généralement à un membre de la famille du défunt. Un titre peut néanmoins demeurer vacant durant plusieurs années.
Il est possible pour un lord d'être promu baron. À présent, un seul lord a le titre de baron, il s'agit de Lord Fielakepa, auquel le roi conféra ce titre en février 2008, à l'occasion de sa nomination au Conseil privé en qualité de lord juridique,. Le premier noble à obtenir le titre de baron fut ʻAlipate Tupou, Lord Vaea, pour qui le roi Taufaʻahau Tupou IV créa le titre en juin 1970, le nommant baron Vaea, et l'élevant ainsi à un rang de prééminence supérieur à celui de tous les autres nobles (hormis les membres de la famille royale).
Les terres associées aux trente-trois titres de noblesse sont divisées en circonscriptions électorales, correspondant aux groupes d'îles formant le pays. Les nobles élisent leurs représentants parmi leurs pairs de leur circonscription. Avant 2010, les nobles pouvaient voter -et recevoir des voix- dans plusieurs circonscriptions ; un amendement de la loi électorale, applicable à partir des élections législatives de novembre 2010, stipule que chaque noble ne peut être inscrit que dans une circonscription, où il exerce son droit de vote et dont il peut être élu député. À présent, quatorze titres de la noblesse héréditaire sont associés à la circonscription conjointe de Tongatapu et ʻEua, élisant trois députés ;  huit à la circonscription de Vavaʻu, élisant deux députés ; sept à Haʻapai, élisant deux députés ; et quatre à la circonscription conjointe de Niuatoputapu et Niuafoʻou (les "Niuas"), élisant un député.
| Titre                  | Date d'élévation du titre aux rangs de la noblesse | Tenant actuel                                                                      | Famille royale ?                         | Député ? (à la suite des élections de 2010)                                                          | Circonscription                                    |
| ---------------------- | -------------------------------------------------- | ---------------------------------------------------------------------------------- | ---------------------------------------- | --- | -------------------------------------------------- |
| Lavaka                 | Lavaka: 1875                                       | Sa Majesté le roi Tupou VI                                                         | oui ; roi                                | non                                                                                                  | Tongatapu                                          |
| Tupoutoʻa & ʻUlukalala | Tupoutoʻa: 1924 ʻUlukalala: 1875                   | S.A.R. le prince Siaosi Manumataongo ʻAlaivahamamaʻo ʻAhoʻeitu Konstantin Tukuʻaho | oui ; prince héritier (fils aîné du roi) | non                                                                                                  | Haʻapai (pour Tupoutoʻa) Vavaʻu (pour ʻUlukalala)  |
| Ata                    | 1875                                               | S.A.R. le prince Viliami ʻUnuaki-ʻo-Tonga Mumui Lalaka-Mo-e-ʻEiki Tukuʻaho         | oui ; fils cadet du roi                  | non                                                                                                  | Tongatapu                                          |
| Tuʻipelehake           | 1875                                               | S.A.S. le prince Viliami Tupoulahi Mailefihi Tukuʻaho                              | oui                                      | non                                                                                                  | Haʻapai                                            |
| Tungi                  | 1875                                               | S.A.S. le prince Tungi                                                             | oui                                      | non                                                                                                  | Tongatapu                                          |
| Tuita                  | 1880                                               | ?                                                                                  | oui                                      | non                                                                                                  | Vavaʻu                                             |
| Kalaniuvalu & Fotofili | Kalaniuvalu: 1875 Fotofili: 1875                   | ?                                                                                  | oui                                      | non                                                                                                  | Tongatapu (pour Kalaniuvalu) Niuas (pour Fotofili) |
| Fusituʻa               | 1880                                               | Mataʻiʻulua ‘i Fonuamotu                                                           | non                                      | oui                                                                                                  | Niuas                                              |
| Fakafanua              | 1875                                               | ?                                                                                  | oui                                      | oui                                                                                                  | Haʻapai                                            |
| Tuʻivakano             | 1875                                               | Siale ʻAtaongo Kaho                                                                | non                                      | oui ; Premier ministre                                                                               | Tongatapu                                          |
| Fakatulolo             | 1880                                               | ?                                                                                  | non                                      | non                                                                                                  | Vavaʻu                                             |
| Tuʻi Haʻangana         | 1875                                               | Havea Tuʻihaʻangana                                                                | non                                      | non                                                                                                  | Haʻapai                                            |
| Nuku                   | 1875                                               | ?                                                                                  | non                                      | non                                                                                                  | Tongatapu                                          |
| Maʻafu                 | 1875                                               | Siosaia Lausiʻi                                                                    | non                                      | oui ; ministre des Terres, des Ressources naturelles, de l'Environnement et du Changement climatique | Tongatapu                                          |
| Fielakepa              | 1880                                               | ?                                                                                  | non                                      | non                                                                                                  | Tongatapu                                          |
| Fulivai                | 1880                                               | ?                                                                                  | non                                      | non                                                                                                  | Vavaʻu                                             |
| Malupo                 | 1875                                               | ?                                                                                  | non                                      | non                                                                                                  | Haʻapai                                            |
| Tuʻiʻafitu             | 1875                                               | Tonga Tuʻiʻafitu                                                                   | non                                      | oui                                                                                                  | Vavaʻu                                             |
| Tuʻi Haʻateiho         | 1880                                               | Viliami Veasiʻi Veikune                                                            | non                                      | oui                                                                                                  | Haʻapai                                            |
| Niukapu                | 1875                                               | ?                                                                                  | non                                      | non                                                                                                  | Haʻapai                                            |
| Lasike                 | 1894                                               | ?                                                                                  | non                                      | oui                                                                                                  | Tongatapu (ʻEua)                                   |
| Tangipa                | 1880                                               | ?                                                                                  | non                                      | non                                                                                                  | Niuas                                              |
| Tuʻilakepa             | 1880                                               | Malakai Fakatoufifita                                                              | non                                      | oui                                                                                                  | Vavaʻu                                             |
| Vaea                   | 1875                                               | ʻAlipate Tuʻivanuavou Vaea                                                         | non                                      | oui ; ministre de l'Agriculture, de l'Alimentation, des Forêts et des Pêcheries                      | Tongatapu                                          |
| Veikune                | 1903                                               | ?                                                                                  | oui                                      | non                                                                                                  | Vavaʻu                                             |
| Vahaʻi                 | 1880                                               | ?                                                                                  | oui                                      | non                                                                                                  | Tongatapu                                          |
| Veʻehala               | 1875                                               | ?                                                                                  | non                                      | non                                                                                                  | Tongatapu                                          |
| Luani                  | 1875                                               | ?                                                                                  | non                                      | non                                                                                                  | Vavaʻu                                             |
| Maʻatu                 | 1875                                               | vacant                                                                             | -                                        | - | Niuas                                              |
| ʻAhomeʻe               | 1875                                               | vacant                                                                             | -                                        | - | Tongatapu                                          |
| Fohe                   | 1880                                               | vacant                                                                             | -                                        | - | Tongatapu                                          |

### Non-héréditaires

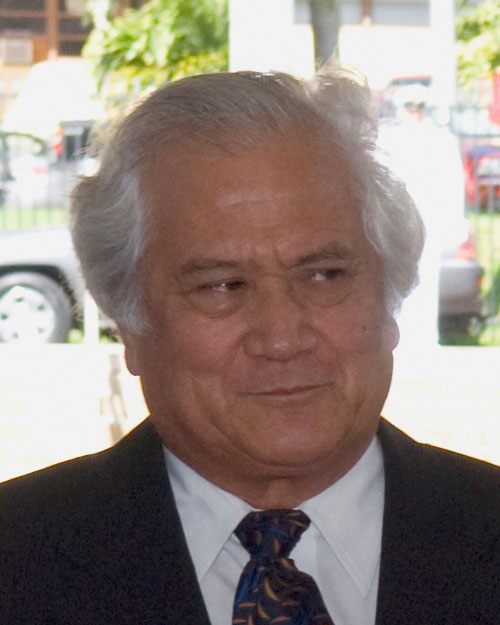
Feleti Sevele, ancien premier ministre, nommé pair à vie en décembre 2010.

Les titres de noblesse non-héréditaire sont une nouveauté aux Tonga, les premiers ayant été décernés en 2008. Leurs tenants sont officiellement des Life Peers (pairs à vie), terme emprunté à la noblesse britannique. Les premiers à obtenir ce titre, conférés en juillet 2008 par le roi George Tupou V, furent Tevita Poasi Tupou (ancien juge et ancien ministre de la Justice), Ramsay Robertson Dalgety (britannique, ancien juge de la Cour suprême des Tonga), et Taniela Tufui, ancien juge et membre de la haute administration. Tevita Tupou devint Lord Tupou de Kolofoʻou ; Ramsay Dalgety, Lord Dalgety de Sikotilani Tonga ; et Taniela Tufui, Lord Tufui de Talaheu. En outre, tous les trois furent nommés (avec Lord Fielakepa, noble héréditaire) au titre de Law Lords (lords juridiques), créé pour l'occasion et emprunté également au Royaume-Uni. En tant que lords juridiques, ils seraient les quatre premiers membres du tout nouveau Comité judiciaire du Conseil privé, conseillant le roi dans l'exercice de ses pouvoirs judiciaires,,.
Lord Tupou, Lord Dalgety et Lord Tufui purent voter dans les circonscriptions des nobles lors des élections législatives de novembre 2010. Les deux premiers s'inscrivirent dans la circonscription de Tongatapu, et Lord Tufui dans celle de Haʻapai.
Le 30 décembre 2010, le roi nomma trois nouveaux Life Peers : Feleti Sevele, ancien premier ministre, qui devint Lord Sevele de Vailahi ; le docteur Viliami Tangi, ancien vice-Premier ministre et ministre de la Santé, qui devint Lord Tangi de Vaonukonuka ; et Afuʻalo Matoto, ancien ministre des Finances, qui devint Lord Matoto de Tuʻanekivale.
Le 4 janvier 2011, deux titres supplémentaires furent conférés, portant leur nombre à huit - et donc le nombre total de titres de noblesse dans le pays à quarante et un. Sonatane Tuʻa Taumoepeau-Tupou, ancien ambassadeur auprès des Nations unies, fut nommé Lord Taumoepeau Tupou de Toula et Kotu ; et Ratu Joni Madraiwiwi, ancien vice-président de la république des Fidji, et grand chef dans l'aristocratie fidjienne, devint Lord Madraiwiwi Tangatatonga.
Liste de pairs à vie en vie en novembre 2017
| Titre et nom                                              | Date d'élévation à la noblesse | Circonscription | Lord juridique ? | Nationalité d'origine | Fonction antérieure                                                      |
| --------------------------------------------------------- | ------------------------------ | --------------- | ---------------- | --------------------- | ------------------------------------------------------------------------ |
| Lord Dalgety de Sikotilani Tonga Ramsay Robertson Dalgety | juillet 2008                   | Tongatapu       | oui              | britannique           | juge à la Cour suprême des Tonga                                         |
| Lord Tupou de Kolofoʻou Tevita Tupou                      | juillet 2008                   | Tongatapu       | oui              | tongien               | vice-Premier ministre ; ministre de la Justice ; Attorney General ; juge |
| Lord Sevele de Vailahi Feleti Sevele                      | décembre 2010                  | Tongatapu       | non              | tongien               | Premier ministre                                                         |
| Lord Tangi de Vaonukonuka Viliami Tangi                   | décembre 2010                  | Vavaʻu          | non              | tongien               | vice-Premier ministre ; ministre de la Santé                             |
| Lord Matoto de Tuʻanekivale Afuʻalo Matoto                | décembre 2010                  | Vavaʻu          | non              | tongien               | ministre des Finances                                                    |

Anciens pairs à vie (décédés)
| Titre et nom                                                          | Date d'élévation à la noblesse | Date de décès     | Circonscription | Lord juridique ? | Nationalité d'origine | Fonction antérieure       |
| --------------------------------------------------------------------- | ------------------------------ | ----------------- | --------------- | ---------------- | --------------------- | ------------------------- |
| Lord Tufui de Talaheu Taniela Tufui                                   | juillet 2008                   | 19 avril 2016     | Haʻapai         | oui              | tongien               | haut fonctionnaire ; juge |
| Lord Taumoepeau Tupou de Toula et Kotu Sonatane Tuʻa Taumoepeau-Tupou | janvier 2011                   | 13 août 2013      | Vavaʻu          | non              | tongien               | diplomate                 |
| Lord Madraiwiwi Tangatatonga Ratu Joni Madraiwiwi                     | janvier 2011                   | 29 septembre 2016 | ?               | non              | fidjien               | vice-président des Fidji  |